# Pulco
Pulco (anciennement Cresca) est une marque commerciale française de concentrés de fruits et de boissons prêtes à boire à partir d'oranges et de citrons. Elle appartient depuis 2007 au groupe Orangina Suntory France, lui-même propriété du groupe Suntory.

## Historique
En 1971, les groupes Marie Brizard et Ralli lancent le jus de citron Cresca. Deux ans après, la marque change de nom et devient Pulco. Ensuite Pulco Orange sort en 1982 et les versions citron vert et exotiques en 1989.
Le rachat de Marie Brizard par Belvédère entraine la vente de la marque Pulco en 2007 à Orangina Schweppes (qui deviendra Orangina Suntory France après son rachat par Suntory). Pulco est revendu avec Sirop Sport pour 178 millions d'euros.
En 2014, la marque Pulco lance une nouvelle campagne de communication avec un nouveau packaging de la gamme « concentrés » et avec un nouveau slogan « La Paresse a du Bon ».